# Constant Lodewijk Marius Lambrechtsen
Constant Lodewijk Marius Lambrechtsen, heer van Ritthem, (Middelburg, 22 augustus 1854 – Den Haag, 26 mei 1930) was een Nederlands waterbouwkundig ingenieur.

## Leven en werk
Lambrechtsen was een zoon van de plaatsvervangend kantonrechter Nicolaas Cornelis Lambrechtsen en jkvr. Constantia Magdalena Louise van Panhuijs. Hij trouwde op 29 juli 1880 te Rotterdam met Anna Vailant (1858–1943). Uit hun huwelijk werden vijf kinderen geboren.
Lambrechtsen studeerde van 1873 tot 1877 waterbouwkunde. aan de Polytechnische School te Delft. Na werkzaam te zijn geweest in Vlissingen, Hoek van Holland en in Delft werd hij in 1882 werd hij benoemd als ingenieur bij de Provinciale Waterstaat van Zeeland , waar hij de Goese Sas ontwierp. Van 1895 tot 1900 was hij directeur van de Dienst der Publieke Werken van de gemeente Amsterdam. Hier was hij onder andere verantwoordelijk voor het ontwerp van het uitbreidingsplan Amsterdam-Zuid. In 1900 werd hij benoemd tot directeur van de Dordtsche Petroleum Maatschappij met als standplaats Amsterdam. In zijn woonplaats Amsterdam was hij politiek actief. Van 1909 tot 1915 had hij zitting in de Amsterdamse gemeenteraad. Als voorzitter van de havencommissie adviseerde hij de gouverneur-generaal van Nederlands-Indië bij de problemen die daar waren ontstaan bij de aanleg van havenwerken. Van 1918 tot 1929 was hij regeringscommissaris betrokken bij de oprichting van de Koninklijke Hoogovens.
Lambrechtsen was ridder in de Orde van de Nederlandse Leeuw. Hij overleed in mei 1930 op 75-jarige leeftijd in Den Haag. Hij werd begraven op de begraafplaats Oud Eik en Duinen in Den Haag. 
Zijn  zoon, Nicolaas Cornelis Lambrechtsen werd ook waterbouwkundige.
- Virtual International Authority File: 272163332569302642893